# Elena Andreevna Kiseleva
Elena Kiseleva (Vorónezh, Rusia, 27 de octubre de  1878 - Belgrado, Serbia, 8 de julio de  1974) fue una pintora rusa, una de las principales exponentes del género postimpresionista en Rusia. Es conocida por su pasión por los retratos y la figura de la mujer.

## Biografía
Elena Andreevna Kiseleva nació en Vorónezh el 27 de octubre de 1878, perteneciente a la familia del matemático Andrei Petrovich Kiselev. Esta familia era conocida por ser progresista y muy famosa en la ciudad. Andrei Petrovich fue profesor en un instituto de educación pública de Vorónezh. Su esposa era María Eduardovna, se dedicaba a criar a sus tres hijos y hacía obras de caridad. La pareja abrió una escuela para los niños más pobres en su propia finca de Otrádnoye, que después de la revolución se convertiría en un orfanato. A partir de 1922 la familia vivió en Leningrado.
Elena Andreevna Kiseleva recibió clases privadas de dibujo por parte de Mikhail Ponomarev, un fotógrafo y artista de Vorónezh. Más tarde estudiaría en la escuela de dibujo de la ciudad bajo la instrucción de Lev Soloviev. Después estudiaría en la escuela secundaria de mujeres de Mariinskaya y consiguió graduarse con una medalla de oro, para así ingresar a los cursos de Bestuzhev en San Petersburgo.
Al ser hija de un matemático decidió estudiar en la facultad de matemáticas pero ella sabía que no estaba destinada a ser profesora y en 1898 decidió dedicarse al mundo artístico y estudió en la Escuela Superior de Arte de la Academia de las Artes. Más tarde acabaría en una academia y en el estudio de Iliá Repin. Elena Andreevna Kiseleva era su alumna favorita por eso en 1903 le confío el trabajo junto a Evgeniya Maleshevskaya de una serie de dioramas para el bicentenario de San Petersburgo.

## Evolución artística
En 1903 Elena Andreevna Kiseleva viajó a París para absorber las nuevas tendencias que en su país no aceptarían. El boceto que realizó sobre un café parisino fue rechazado por el Consejo de Académicos y obtuvo muchas críticas. Más tarde volvería a París donde ingresó en la Escuela de Arte del pintor Eugène Carrière. Un artista que utilizaba una paleta de colores muy pobres, sin embargo, Elena Andreevna Kiseleva realizaba unos trabajos brillantes llenos de luz y color. En 1907 se graduó en la Academia de Artes y recibió el diploma por su obra “Novias el día de la Trinidad”.
Elena Andreevna Kiseleva fue la primera mujer en graduarse en la Academia de Artes y se le concedió una beca para estudiar en el extranjero. Fue la primera mujer en recibir dicha beca. Según uno de los periódicos de San Petersburgo “Es la primera alumna de la Academia en ser coronada con laureles por sus méritos”. Más tarde se marcharía de nuevo a París e ingresaría en la Academia de Rodolfo Julián, haría un viaje a Italia y en 1911 regresaría a Rusia.
Elena Andreevna Kiseleva vivió y trabajó por Europa, además participó en varias exposiciones como la nueva sociedad y la unión de artistas rusos, también en exposiciones internacionales en Múnich en 1909 y en Roma en 1911. En 1909 en la exposición de primavera su obra “en casa retrato” recibió el premio Al Kuindzhi. En ella aparecía Elena Andreevna Kiseleva retratada en el interior de un estudio en París.
Muchos historiadores y expertos consideran que 1910 fue el mejor periodo de la artista. Elena Andreevna Kiseleva tuvo mucho éxito en sus exposiciones, los críticos la fueron apoyando y destacaron su combinación de la escuela clásica con el postimpresionismo. Maxim Gorky compró varias obras para su colección. Sus hermosas obras fueron muy elogiadas por Ilya Repin, Adrian Prakhov, Sergei Makovskii y Leonid Andreev.
Una de las pocas obras de Elena Andreevna Kiseleva dónde mezcló el retrato con el género animalístico fue el retrato de su primer marido, Nikolai Perevertanny. Su vida no tuvo mucho éxito pero aun así después de su primer divorcio los demás ex cónyuges tuvieron buena relación con ella. Kornéi Chukovski no habló muy bien del esposo de Elena Andreevna Kiseleva:
“Cuando lo conocí, resultó ser una persona perezosa, un parásito, que no leía nada, era indiferente a todo en el mundo, excepto a su auto, uñas y peinado; vivía de los medios de su esposa, narcisista, poco interesante, tonta, pero como bondadosa”. Aun así, la artista tuvo una vida llena de aspiraciones creativas.
Sin embargo la gran influencia negativa del entorno que la rodeaba perjudicó su carrera profesional: Elena Kiseleva no tuvo un punto de apoyo por parte de su familia, ni por parte de su primer marido Nikolai Perevertanny (descrito como una persona perezosa y narcisista). Este malestar se vio reflejado en la mirada triste y desolada de algunas de sus protagonistas.
La artista estaba enamorada del retrato femenino, posicionando a la mujer en el centro de un todo: “Es increíble, siempre me ha fascinado el retrato de la mujer. Cuando conocí a una mujer hermosa, solo quería pintarla”, “Siempre me ha gustado pintar mujeres magníficas e interesantes”. La artista consiguió crear una colección con obras solamente femeninas. Gracias a su estilo, sus compañeros y la crítica reconocieron su talento y dio comienzo su éxito.
En 1917 la artista se trasladó a Odesa, en la ciudad conoció a su segundo marido Antón Bilimovich, profesor de mecánica y rector de la Universidad de Novorossiysk. Antón fue un compañero de vida para Elena Andreevna Kiseleva y en mayo de ese mismo año nació su hijo Arseny. Aunque tampoco supo encontrar un punto de apoyo en él.
En sus memorias Elena Andreevna Kiseleva escribió: “Mi esposo era demasiado científico, completamente absorto en su ciencia y su trabajo, no podía ayudarme con las tareas domésticas y criar a mi hijo. Yo era el eje. Tuvimos muchos invitados, vivimos “abiertamente”, como dicen, pero nadie estaba interesado en Kiseleva, la artista”.
Al sentirse tan sola y abatida, su pasión por el arte fue perdiendo fuerza. Abandonó la creatividad, ya no exponía, ni pintaba: “pasó del éxito al más profundo olvido”. Su mentor Ilya Repin no daba crédito de su abandono al arte y así lo expresó: “No puede ser cierto que dejes de pintar. No puedo creerlo. Tiene demasiado talento para hacer eso. Espero que nos haga felices pintando nuevas obras”.
La inmigración se convirtió en una de las ambiciones del artista y en 1920 se trasladó al reino de los serbios, croatas y eslovenos, es decir, la futura Yugoslavia. Su marido consiguió trabajar en la Universidad de Belgrado. La vida de la artista era bastante cómoda, pero a veces le faltaba creatividad.
En 1970 Elena Andreevna Kiseleva tuvo que enterrar a su esposo, los siguientes años los pasó sola, práctico el voto de silencio y dedicó su tiempo a las flores y su jardín. La artista puso punto final a su trabajo tras la muerte repentina de su hijo. En 1942 cuando el territorio estaba ocupado por los alemanes, Arseny junto a su esposa acabaron en un campo de concentración. En 1944 cuando regresaron Arseny se encontraba bastante enfermo y al poco tiempo murió. La última obra de Elena Andreevna Kiseleva fue el retrato de su hijo en su lecho de muerte. Ella guardó la foto en su habitación y sé quemaría después de su muerte, en la cremación.
La crítica de arte Margarita Ivanovna Luneva fue la persona que consiguió que regresara el legado de Elena Andreevna Kiseleva, volviendo a descubrir su nombre para que quedará en la memoria de la pintura rusa. En 1967 gracias al Museo de Arte Nacional de Belgrado Margarita se enteró de que Elena Andreevna Kiseleva seguía viva y se puso en contacto con ella. Finalmente, Elena Andreevna Kiseleva donaría la mayoría de sus pinturas al Museo de Bellas Artes de Vorónezh, la ciudad donde nació.
La mayor colección de pintura de Kiseleva se encuentra en el Museo Regional de Bellas Artes de Vorónezh, que ha organizado varias exposiciones retrospectivas de la artista en los últimos treinta años (1974, 1980, 2008). Elena Andreevna Kiseleva moriría en 1974 y fue incinerada bajo la última voluntad de su testamento. La artista murió a los 95 años. En 2017 se celebraría la primera exposición personal de la artista en la ciudad de Moscú, en el Museo de Impresionismo Ruso.

## Algunas de sus obras
- Hermosa Hortensia (1908)
- Autorretrato (1910)
- Modelo con jarrón verde (1910)
- Madre e hija (1911)
- En el balcón (1911)
- Marusya (1913)
- Retrato de Lyubov Brodskaya (1916)
- Retrato de mujer (1930)

## Galardones
- En 1909 en la exposición de primavera su obra “en casa retrato” recibió el premio Al Kuindzhi.[2]